# ケワニー郡 (ウィスコンシン州)
座標: 北緯44度59分 西経87度44分 / 北緯44.983度 西経87.733度
ケワニー郡（英: Kewaunee County）は、アメリカ合衆国ウィスコンシン州にある郡。2005年の推定人口は20,840人で、郡庁所在地はケワニー (Kewaunee) である。
ケワニー郡はグリーン・ベイ大都市圏の一部となっている。

## 地理
アメリカ合衆国国勢調査局によると、この郡は総面積2,809 km2 (1,085 mi2) である。このうち887 km2 (343 mi2) が陸地で、1,921 km2 (742 mi2) が水地域である。総面積の68.41%が水地域となっている。

### 隣接する郡
- ドア郡（北）
- マニトワック郡（南）
- ブラウン郡（西）

### 郡内の幹線道路
- 州道29号線
- 州道42号線
- 州道54号線
- 州道57号線

## 人口動静

2000年国勢調査時のケワニー郡の人口ピラミッド

2000年現在の国勢調査で、この郡は20,187人、7,623世帯、及び5,549家族が暮らしている。人口密度は23/km2 (59/mi2) で、9/km2 (24/mi2) の平均的な密度に8,221軒の住居が建っている。この郡の人種的構成は白人98.56%、黒人（アフリカ系）0.15%、先住民0.27%、アジア系0.13%、その他の人種0.30%、及び混血0.57%で、人口の0.76%がヒスパニックまたはラテン系である。住民のうち36.4%がドイツ系、23.8%がベルギー系、9.7%がチェコ系、6.3%がポーランド系、5.1%がアメリカ系移民の子孫である。
7,623世帯のうち、33.50%は18歳未満の子どもと暮らしており、62.40%は夫婦で生活している。6.60%は未婚の女性が世帯主であり、27.20%は家族以外の住人と同居している。23.50%は独身の居住者が住んでおり、11.80%は65歳以上で独居である。1世帯あたりの平均人数は2.61人であり、家庭の場合は3.10人である。
郡内の住民の年齢別構成は25.80%が18歳未満の未成年、18歳以上24歳以下が8.00%、25歳以上44歳以下が28.20%、45歳以上64歳以下が22.80%、および65歳以上が15.20%となっている。中央値年齢は38歳である。女性100人ごとに対して男性は100.60人いて、18歳以上の女性100人ごとに対して男性は98.80人いる。

## 都市、町および村
ウィスコンシン州で町（タウン）は郡区を意味する。

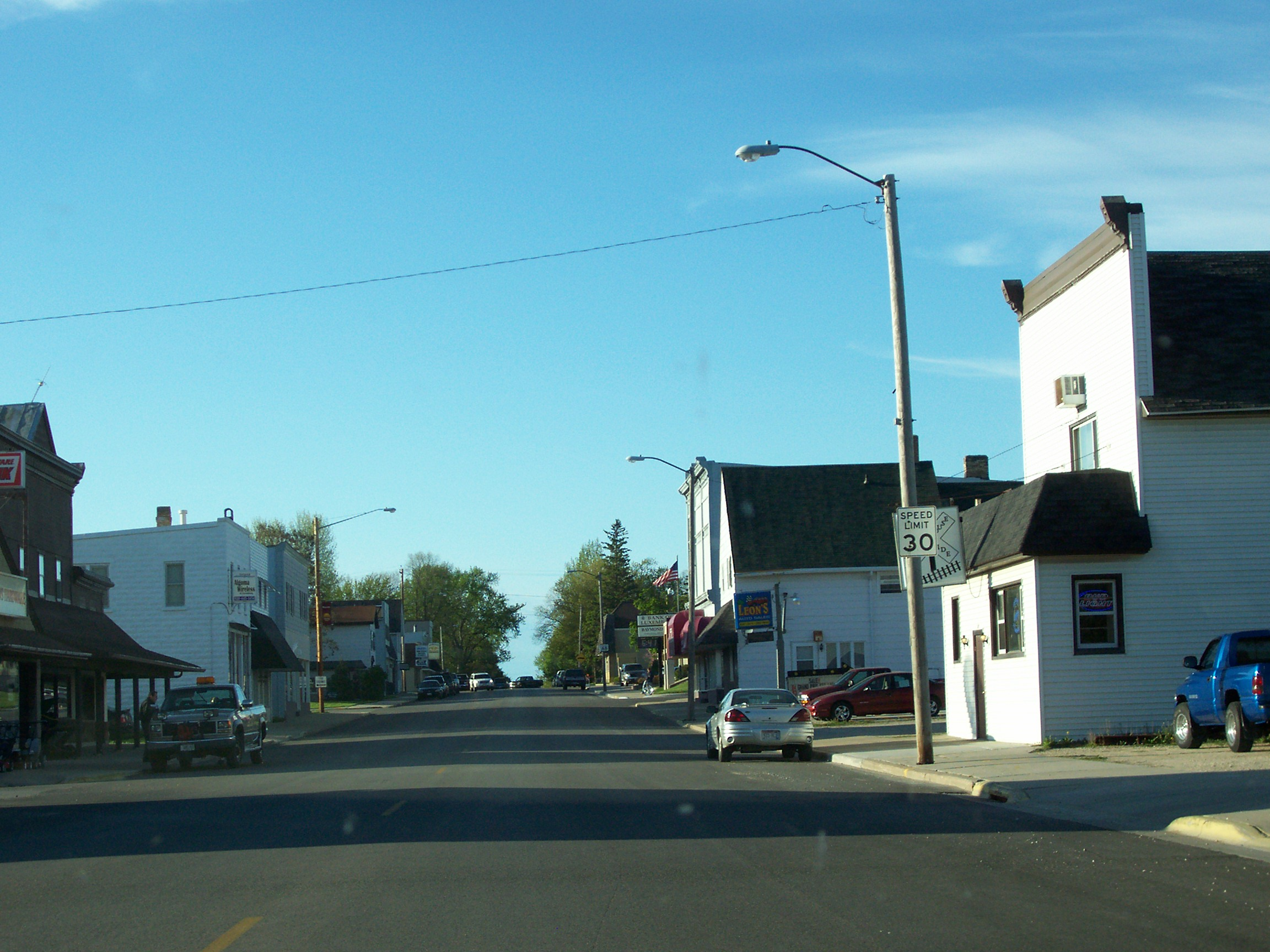
郡内のルクセンブルクの街並み

- アーナピー (en:Ahnapee, Wisconsin)
- アルゴマ (en:Algoma, Wisconsin)
- カールトン (en:Carlton, Wisconsin)
- カスコ（町） (en:Casco (town), Wisconsin)
- カスコ (en:Casco, Wisconsin)
- フランクリン (en:Franklin, Kewaunee County, Wisconsin)
- ケワニー (en:Kewaunee, Wisconsin)
- リンカーン (en:Lincoln, Kewaunee County, Wisconsin)
- ルクセンブルク（町） (en:Luxemburg (town), Wisconsin)
- ルクセンブルク (en:Luxemburg, Wisconsin)
- モントピリア (en:Montpelier, Wisconsin)
- ピアース (en:Pierce, Wisconsin)
- レッド・リバー (en:Red River, Wisconsin)
- ウエスト・ケワニー (en:West Kewaunee, Wisconsin)

## 非行政コミュニティー
- ディックーズヴィル (en:Dyckesville, Wisconsin)